# شلالات يلوستون
هناك شلالين اثنين كبيرين من شلالات يلوستون يقعان على نهر يلوستون، في حديقة يلوستون الوطنية بالولايات المتحدة الأمريكية. حيث يتدفق نهر يلوستون من الشمال ليصب في بحيرة يلوستون، الشلال الأعلى يبلغ طوله (400 متر) في حين يبلغ ارتفاع الشلال الأسفل (304 متر).